# Episodi di Titeuf (seconda stagione)
La seconda stagione di Titeuf è andata in onda in Francia nel 2005 su France 3 e Canal J. In Italia viene trasmessa su Rai 2 nel 2006 e su Boing e Cartoon Network a partire dal 2009.

## Episodi
| nº | Titolo originale               | Titolo italiano                   | Prima TV Francia | Prima TV Italia |
| -- | ------------------------------ | --------------------------------- | ---------------- | --------------- |
| 1  | S.O.S. récré                   | S.O.S recesso                     | 2005             | 20 aprile 2006  |
| 2  | 30 ans de moins                | 30 anni più giovane               | 2005             | 20 aprile 2006  |
| 3  | La fin du monde est pour Lundi | La fine del mondo                 | 2005             | 1º maggio 2006  |
| 4  | Vomito-pot-de-colle            | Il vomito di colla                | 2005             | 9 maggio 2006   |
| 5  | Télé-dure dure-réalité         | Una dura realtà                   | 2005             | 10 maggio 2006  |
| 6  | Ma vieille Zizie               | La mia vecchia Zizie              | 2005             | 11 maggio 2006  |
| 7  | Madame Mirma                   | La signora Mirma                  | 2005             | 14 maggio 2006  |
| 8  | Le grand ce-cerf               | Il grande cervo                   | 2005             | 15 maggio 2006  |
| 9  | Ze t'aime, le Retour           | Il ritorno dell'amore             | 2005             | 16 maggio 2006  |
| 10 | Graine de vie-partie première- | Il seme della vita-prima parte-   | 2005             | 17 maggio 2006  |
| 11 | Les muguls attaquent           | L'attacco del grand Mugul         | 2005             | 18 maggio 2006  |
| 12 | Graine de vie-partie deuxième- | Il seme della vita-seconda parte- | 2005             | 29 maggio 2006  |
| 13 | Sourire d'enfer                | Falsi sorrisi                     | 2005             | 4 giugno 2006   |
| 14 | Concours des mères             | Il concorso                       | 2005             | 5 giugno 2006   |
| 15 | Mon pépé                       | Mio nonno                         | 2005             | 6 giugno 2006   |
| 16 | Le coup de foudre              | Amore a prima vista               | 2005             | 22 giugno 2006  |